# Tratado Pacheco-de la Guardia
O Tratado Pacheco-de la Guardia foi um acordo de fronteiras assinado em 6 de março de 1905 na Cidade do Panamá entre os ministros plenipotenciários Leónidas Pacheco e Santiago de la Guardia, representantes das Repúblicas da Costa Rica e do Panamá, respectivamente, com a finalidade de resolver a indefinição da linha fronteiriça entre os dois países.

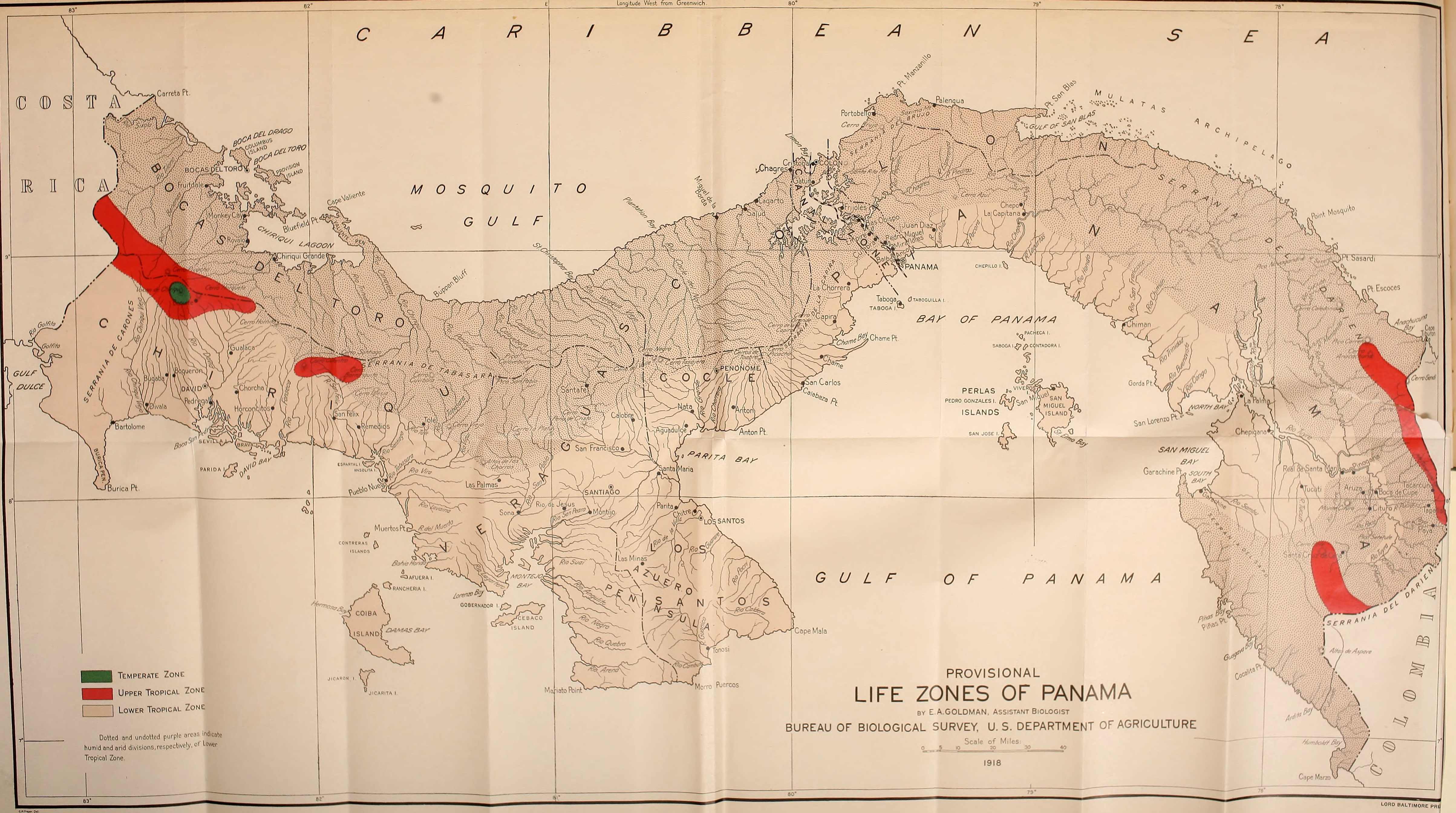
Mapa do Panamá de 1921, com a linha Pacheco-de la Guardia como limite com a Costa Rica.

Após a fracassada execução do Laudo Loubet, o Panamá e a Costa Rica viram a necessidade de encontrar uma solução negociada para os problemas que ocorriam na sua fronteira comum, que vinham aumentando com a pressão das companhias bananeiras estadunidenses e dos seus latifúndios; para tanto, foram nomeados como representantes os chanceleres Leónidas Pacheco e Santiago de la Guardia, da Costa Rica e do Panamá, respectivamente. Em 6 de março de 1905, assinaram um tratado que pactuava uma linha fronteiriça intermediária entre as reivindicações de ambos os países, que incluía grande parte do parecer do Laudo Loubet.
O tratado definiu a fronteira da seguinte maneira:
O tratado foi rejeitado pelo Congresso da Costa Rica em 1907, embora o Congresso do Panamá o aprovou em 26 de janeiro do mesmo ano.